# Houdini le maître du mystère
Pour plus de détails, voir Fiche technique et Distribution.
Houdini le maître du mystère (titre original : The Master Mystery) est un serial américain en 15 épisodes réalisé par Harry Grossman et Burton L. King, sorti en 1918.

## Synopsis
Agent du Ministère de la Justice, Quentin Locke doit enquêter sur un puissant cartel protégé par un robot.

## Épisodes
1. La Nécropole du génie (Living Death)
2. L'Homme de fer (The Iron Terror)
3. Au fond de l'eau (The Water Peril)
4. L'Épreuve du scaphandre (The Test)
5. La Machine infernale (The Chemist's Shop)
6. Un génie malfaisant (The Mad Genius)
7. Barbed Wire
8. Le Défi (The Challenge)
9. La Folie malgache (The Madagascan Madness)
10. Le Mariage forcé (The Binding Ring)
11. The Net
12. The Death Noose
13. The Flash of Death
14. The Tangled Web
15. Bound at Last

## Fiche technique
- Titre original : The Master Mystery
- Réalisation : Harry Grossman et Burton L. King
- Producteur : B. A. Rolfe
- Durée totale : 238 minutes
- Dates de sortie :
  - États-Unis : 18 novembre 1918
  - France : 27 février 1920

## Distribution
- Harry Houdini : Quentin Locke
- Marguerite Marsh : Eva Brent
- Ruth Stonehouse : Zita Dane
- Edna Britton : De Luxe Dora
- William Pike : Paul Balcom
- Charles Graham : Herbert Balcom
- Floyd Buckley : Q l'automate